# داروين (نظام تشغيل)
داروين (بالإنجليزية: Darwin) هو نظام تشغيل مفتوح المصدر وحر، وهو أحد أنظمة التشغيل الشبيهة باليونكس. أصدرته شركة أبل عام 1999. صُمم أساسًا للمساعدة في نظام أبل ماك أو إس عشرة ليشكل الأجزاء المركزية منه، ونواة داروين مبنية على فري بي إس دي ونواة ماخ 3.0